# مینرو ۹۳
سیارک ۹۳ (به انگلیسی: 93 Minerva) نود و سومین سیارک کشف شده‌است که در ۲۴ اوت ۱۸۶۷ کشف شد.
قدر مطلق سیارک برابر ۷٫۷۰ است.